# Vladislav Aleksandrovič Ozerov
Vladislav Aleksandrovič Ozerov (Kazanskoe, 11 ottobre 1769 – Krasnyj Jar, 17 settembre 1816) è stato un drammaturgo e scrittore russo.

## Biografia
Vladislav Aleksandrovič Ozerov nacque in una famiglia nobile, figlio del direttore del dipartimento forestale presso il Ministero delle finanze; Ozerov si diplomò alla Scuola militare nel 1787. Dal 1804 al 1808 lavorò nel dipartimento di silvicoltura, dedicandosi contemporaneamente alla drammaturgia.
Ozerov combatté durante la guerra russo-turca del 1787-1792, e fu nominato aiutante di campo capo del primo corpo cadetto.
Iniziò la sua carriera di autore come sostenitore della scuola neoclassica,scrivendo odi, favole e liriche, dopo di che si dedicò alla drammaturgia, come imitatore del teatro classico francese, ma vicino anche alle tendenze preromantiche, introducendo l'elemento sentimentalistico e approfondendo l'analisi psicologica dei personaggi.
Il tradizionale contrasto tra dovere e passione venne affrontato con una visione sentimentale. I monologhi dei suoi protagonisti, il cui diritto all'amore e alla felicità è represso da tradizioni malvagie e dall'autoritarismo della generazione precedente, furono intrisi di effusioni elegiache.
Dopo la tragedia di esordio La morte di Oleg (Jaropolk i Oleg, 1798), ottenne ai suoi tempi grande successo con le tragedie successive Edipo ad Atene (Edip v Afinach, 1804), di soggetto greco classico, Fingal (1805), un soggetto tratto dalla poesia ossianica, Dimitrij Donskoj (1807), un soggetto basato sulla storia russa, riguardante la famosa battaglia di Kulikovo, che suscitò entusiasmi grazie anche all'atmosfera contemporanea, avversa a Napoleone Bonaparte, e Polissena (Poliksena, 1809), che ricevette meno consensi delle precedenti opere.
Il successo delle sue tragedie, contribuì allo nascita di una scuola nazionale russa di recitazione, alla quale parteciparono attori come Ekaterina Semënova e Vasilij Andreevič Karatygin.

## Opere
- La morte di Oleg (Jaropolk i Oleg, 1798);
- Edipo ad Atene (Edip v Afinach, 1804);
- Fingal (1805);
- Dimitrij Donskoj (1807);
- Polissena (Poliksena, 1809).